# Attilio Lombardo
Attilio Lombardo (ur. 6 stycznia 1966 w Santa Maria la Fossa) – włoski piłkarz, występujący na pozycji pomocnika.

## Kariera klubowa
Karierę piłkarską Lombardo rozpoczął w klubie US Pergocrema 1932 z miasta Cremona. W 1983 roku w wieku 17 lat zadebiutował w jego barwach w Serie C2 i na tym szczeblu rozgrywek występował przez dwa lata. W 1985 roku przeszedł do innego klubu z Cremony, US Cremonese i tym samym awansował na szczebel Serie B. W koszulce Cremonese występował przez cztery lata i był podstawowym zawodnikiem tego klubu. W sezonie 1988/1989 awansował z Cremonese do Serie A dzięki wygraniu po serii rzutów karnych z Regginą Calcio.
Latem Lombardo odszedł jednak z zespołu i został piłkarzem drużyny UC Sampdoria, prowadzonej wówczas przez serbskiego trenera, Vujadina Boškova. W Serie A zadebiutował 27 sierpnia 1989 w wygranym 2:0 wyjazdowym spotkaniu z S.S. Lazio i już od czasu debiutu był członkiem wyjściowej jedenastki Sampdorii. 26 listopada w meczu z FC Bologna (3:0) zdobył pierwszą bramkę we włoskiej ekstraklasie. Grając w Sampdorii z takimi zawodnikami jak Gianluca Pagliuca, Gianluca Vialli, Roberto Mancini czy Pietro Vierchowod swój pierwszy sukces osiągnął już w 1990 roku, gdy dotarł do finału Pucharu Zdobywców Pucharów. W nim Attilio wystąpił od 53 minuty i miał udział w zwycięstwie 2:0 po dogrywce z belgijskim Anderlechtem. W 1991 roku sięgnął z Sampdorią po Puchar Włoch i Superpuchar Włoch, ale także po pierwsze w historii klubu mistrzostwo kraju. W 1992 roku Lombardo wystąpił w finale Pucharu Mistrzów, ale w nim lepsza okazała się FC Barcelona, która wygrała z włoskim klubem 1:0. Kolejny i ostatni sukces z Sampdorią Włoch osiągnął w 1994 roku, gdy zdobył swój drugi włoski puchar.
Latem 1995 roku Lombardo zmienił barwy klubowe i odszedł do Juventusu, ówczesnego mistrza Włoch. Okres pobytu w Turynie nie był jednak udany i z powodu kontuzji rozegrał przez dwa lata tylko 35 spotkań w Serie A. W 1996 roku zdołał jednak wygrać Ligę Mistrzów (nie grał w wygranym po rzutach karnych finale z Ajaksem Amsterdam), a także Puchar Interkontynentalny oraz Superpuchar Europy.
9 sierpnia 1997 roku Attilio podpisał kontrakt z angielskim Crystal Palace, które zapłaciło za niego 1,6 miliona funtów. W Premiership po raz pierwszy wystąpił 9 sierpnia w meczu z Evertonem, wygranym przez londyńczyków 2:1 i zdobył w nim gola. W całym sezonie strzelił 5 bramek, ale Crystal Palace spadło do Division One. W 1998 roku gdy zwolniony został menedżer Steve Coppell Lombardo na kilka kolejek objął jego funkcję i sprawował wraz z pomagającym mu Szwedem Tomasem Brolinem. W Crystal Palace grał do końca 1998 roku.
W styczniu 1999 roku Lombardo wrócił do Włoch i został zawodnikiem S.S. Lazio. Suma transferu wyniosła pół miliona funtów. W Lazio pełnił zazwyczaj rolę rezerwowego, ale przez trzy lata wywalczył cztery trofea: Puchar Zdobywców Pucharów i Superpuchar Europy w 1999 roku oraz mistrzostwo Włoch i Superpuchar Włoch w 2000 roku. W 2001 roku ponownie został piłkarzem Sampdorii i przez półtora roku występował w jej barwach w rozgrywkach Serie B. W 2002 roku zakończył piłkarską karierę.
| Sezon   | Klub           | Kraj   | Rozgrywki    | Mecze | Bramki |
| ------- | -------------- | ------ | ------------ | ----- | ------ |
| 1985/86 | US Cremonese   | Włochy | Serie A      | 31    | 4      |
| 1986/87 | US Cremonese   | Włochy | Serie A      | 36    | 3      |
| 1987/88 | US Cremonese   | Włochy | Serie A      | 37    | 5      |
| 1988/89 | US Cremonese   | Włochy | Serie A      | 37    | 5      |
| 1989/90 | UC Sampdoria   | Włochy | Serie A      | 34    | 7      |
| 1990/91 | UC Sampdoria   | Włochy | Serie A      | 32    | 3      |
| 1991/92 | UC Sampdoria   | Włochy | Serie A      | 34    | 4      |
| 1992/93 | UC Sampdoria   | Włochy | Serie A      | 34    | 6      |
| 1993/94 | UC Sampdoria   | Włochy | Serie A      | 34    | 8      |
| 1994/95 | UC Sampdoria   | Włochy | Serie A      | 33    | 6      |
| 1995/96 | Juventus F.C.  | Włochy | Serie A      | 13    | 2      |
| 1996/97 | Juventus F.C.  | Włochy | Serie A      | 22    | 0      |
| 1997/98 | Crystal Palace | Anglia | Premiership  | 24    | 5      |
| 1998/99 | Crystal Palace | Anglia | Division One | 19    | 3      |
| 1998/99 | S.S. Lazio     | Włochy | Serie A      | 14    | 1      |
| 1999/00 | S.S. Lazio     | Włochy | Serie A      | 10    | 1      |
| 2000/01 | S.S. Lazio     | Włochy | Serie A      | 9     | 0      |
| 2000/01 | UC Sampdoria   | Włochy | Serie B      | 17    | 1      |
| 2001/02 | UC Sampdoria   | Włochy | Serie B      | 18    | 0      |

## Kariera reprezentacyjna
W reprezentacji Włoch Lombardo zadebiutował 22 grudnia 1990 roku w wygranym 4:0 meczu eliminacji do Euro 92 z Cyprem. W 48. minucie meczu zdobył gola na 3:0 dla „Squadra Azzurra”. W reprezentacji grał do 1997 (ostatni mecz we wrześniu w zremisowanym 0:0 spotkaniu z Gruzji), ale nie zaliczył żadnego z turniejów o mistrzostwo Europy i świata. Ogółem w kadrze narodowej wystąpił 17 razy i strzelił 3 gole.

## Kariera trenerska
W 1998 roku Lombardo był grającym menedżerem Crystal Palace. Po zakończeniu kariery został trenerem młodzieży w Sampdorii. Pracował tam do 2006 roku, a następnie został pierwszym szkoleniowcem piłkarzy szwajcarskiego FC Chiasso. W maju 2007 zrezygnował z prowadzenia tego klubu, a w kwietniu 2008 zatrudniono go na stanowisku trenera US Castelnuovo Garfagnana z Serie C2. Z kolei przed rozpoczęciem sezonu 2008/2009 został trenerem AC Legnano z Serie C1. W latach 2010–2014 był asystentem Roberto Manciniego najpierw w Manchesterze City, a później w Galatasaray SK. W latach 2012–2013 szkolił rezerwy angielskiego klubu. Od 2014 roku był asystentem szkoleniowca Roberto Di Matteo w niemieckim FC Schalke 04.